# ブレイクスカウター
『ブレイクスカウター』（Break Scouter）は、STVラジオで2012年10月から2015年9月まで放送されていたラジオ番組。
放送開始から半年は『ミュージックスペシャル ブレイクスカウター』を名乗っていたが、半年後に現タイトルに移行した。

## 概要
「音楽界の立派な仕事を見出し、北の大地から多くのブレイクを生み出す」をキャッチフレーズに放送される音楽番組。
番組の中でSTVラジオの最新ヒットチャートである『POPS30』とSTVラジオ歌謡曲のランキングである『歌謡曲20』が発表され、公式サイトのチャート表は水曜の午後に更新される。

## パーソナリティ
- 松原えりか（当時STVアナウンサー、現在はスターダストプロモーション所属）

### 代打パーソナリティ
- 藤井孝太郎（STVアナウンサー 2015年9月4日）

## 放送時間
- 2015年04月 - 2015年09月　毎週金曜 24:00 - 24:40（旧『金曜アタヤン』枠へ移動。20分縮小）
- 2014年10月 - 2015年03月　毎週土曜 20:00 - 21:00（30分拡大）
- 2014年04月 - 2014年09月　毎週日曜 24:00 - 24:30（『田村次郎のTAMU RADIO』スタートのため30分縮小）
- 2013年04月 - 2014年03月　毎週日曜 24:00 - 25:00（『STVアタックナイター』開始に伴い日曜深夜へ移動、再放送廃止）
- 2012年10月 - 2013年03月　毎週水曜 20:00 - 21:00（土曜21:00-22:00で再放送も実施）

## STVラジオにおけるチャート番組の遍歴
- スーパーヒットチャートなまらん　スーパーヒットチャート（第2期）　2011年10月 - 2012年3月
- 孝太郎とさおりのスーパーランキング なまらんマンデー　STVラジオTOP50　2011年4月 - 2011年9月
- スーパーヒットチャートなまらん　スーパーヒットチャート（第1期）　2005年10月 - 2011年3月
- 福永俊介のスーパーランキング　2004年10月 - 2005年3月
- サンデーパラダイスmu・ハイパースパラン
- ラジオクリックiしてる!　1999年4月～2004年3月
- 船守さちこのスーパーランキング　1994年10月 - 1999年3月
- サンデージャンボスペシャル　邦楽（洋楽）ベスト10⇒ヒットパレードベスト50⇒ミュージックランクベスト50
- 北海道 Young Hit 10
- 奥山コーシンの日よういっぱい生ワイド ニッサンサンデースペシャル サンデーランキングBEST10